# Cape Royale (Teksas)
Cape Royale je naseljeno mjesto za statističke potrebe u američkoj saveznoj državi Teksas. Prema popisu stanovništva iz 2010. u njemu je živjelo 670 stanovnika.